# Parafia Najświętszej Maryi Panny Królowej Świata w Nadrybiu-Dworze
Parafia Najświętszej Maryi Panny Królowej Świata w Nadrybiu-Dworze – parafia rzymskokatolicka znajdująca się w archidiecezji lubelskiej, w dekanacie Łęczna. 
Została erygowana 5 grudnia 1981 roku przez bp. Bolesława Pylaka. 
Proboszczem parafii od 13 grudnia 2023 jest ks. Mirosław Bucior.